# Чересполосица
Чересполосица (также узкополосица, многополосица, длиннополосица) — термин, используемый в русской историографии для обозначения расположения земельных участков одного хозяйства полосами вперемешку с чужими участками. Чересполосица возникала в Российской империи при регулярных переделах общинной земли.

## Причины образования чересполосицы
Причины образования чересполосного владения самые разнообразные и коренятся в условиях государственно-общественных, почвенных и хозяйственно-культурных, а также в наследственном праве, дающем повод к разделам и дроблению земельных владений. С древних времен принимались разные меры для придания определенности границам земельных владений, что представляло крупные затруднения, так как, помимо отсутствия прочных доказательств, этому препятствовал недостаток знаний и технических приемов измерения. В царствование Ивана IV был составлен для межевщиков писцовый наказ, действовавший, с дополнениями, до конца XVII века. Первоначально межевание служило для государственных и общественных целей, а с Михаила Федоровича оно принимает вид правительственного учреждения. В писцовых наказах упоминается владение черездесятинное, черезземельное, через полосу, полосное. В писцовом наказе 1681 года принято за правило межевать землю каждого землевладельца порознь, не оставляя двух или нескольких человек в общем владении. В писцовых наказах 1683 и 1684 годов (последний — самый важный) допущено отступление: помещикам, которые владели землями через десятину без всяких ссор, дозволено было, по их желанию, оставаться не размежеванными, с отмежеванием лишь их участка от посторонних помещиков и вотчинников. Само правительство упрочивало, таким образом, чересполосное владение. Количество чересполосных земель увеличивалось вследствие культурно-хозяйственных условий того времени и трехпольной системы хозяйства, вследствие оставления за казной сенокосов, лугов, лесов посреди частных владений. При Петре I многие угодья были причислены к оброчным казённым статьям; впоследствии, по межевым инструкциям 1754 и 1766 годов, их приказано было отдать частным владельцам. При развитии поземельной собственности и последовавшем при Петре I уничтожении поместного владения, а также благодаря продажам и переходам по наследству, участки дробились, и вместе с тем увеличивалась чересполосица.

## Недостатки чересполосицы
Раздробленность, часто доходящая до ничтожных величин, обесценивает такие участки, оказывает вредное влияние на хозяйство, препятствует применению усовершенствованных систем полеводства, даёт повод к возбуждению постоянных судебных споров и аграрных беспорядков, расшатывает юридические основания владения, влечёт за собой обострение отношений между частными владельцами и крестьянами.
С агрономической точки зрения, вред чересполосицы выражается в обязательности для соседей одной системы полевого хозяйства: если одни из них, например, держатся трёхполья, то для других невозможен переход к более совершенным системам. Недостатки чересполосного владения чувствуются как частными владельцами, так и крестьянами-общинниками. В конце XIX века причитающийся последним надел нередко состоял из 30-40 разбросанных полос или шнуров, а иногда, например в Ярославской губернии, достигал до 120. Это влекло за собой утрату значительных количеств земель на межевые борозды. Участившиеся, несмотря на издание закона 1886 года, семейные разделы имели своим последствием дальнейшее дробление чересполосных участков.
Вследствие чересполосного владения частными и крестьянскими землями, установилось право пастьбы скота на смежных паровых землях и на лугах (на последних — до 9 мая и даже до июня и позже). Это причиняло недобор трав, которыми, при отсутствии травосеяния, так бедно было российское сельское хозяйство, и, таким образом, создавались крупные препятствия к улучшению полеводства и скотоводства. Допущение пастьбы скота на лугах превращало их нередко в кочковатые пространства.

## Борьба с чересполосицей
Неопределенность поземельных границ побуждала и российское правительство принимать меры к устранению чересполосицы. Инструкцией 13 мая 1754 года было приказано размежевывать таких землевладельцев, которые владеют через десятину, для предупреждения на будущее время ссор и драк. Основное юридическое начало этой инструкции заключалось в ревизии и редукции земель, то есть в поверке прав владельцев и в розыске примерных, излишних против крепостей земель. Это затрудняло применение инструкции, и она оставалась без действия до манифеста 19 сентября 1765 года, когда было введено генеральное межевание.
Владельцам общих и чересполосных дач разрешено было оставаться в общем владении, если они не хотят полюбовно разверстаться между собой. Для урегулирования земельных отношений внутри генеральных меж были установлены виды специального межевания: в 1766 году — коштное, в 1806 году году —  специальное. По закону 20 октября 1806 года, могли размежеваться через уездных землемеров те владельцы общих и чересполосных дач генерально обмежеванных, которые получили план с межевой книгой и внесли пошлину. Специальное межевание затруднялось несогласием частных владельцев: обязательно было только размежевание между казёнными селами и помещиками земель, состоящих у них в чересполосном владении. По закону 8 января 1836 года должно было быть произведено специальное межевание общих и чересполосных дач, с доставлением каждому отдельного плана. Эта попытка прекратить чересполосицу не удалась, несмотря на предоставленные размежевывающимся льготы.
Медленность в совершении сделок по устранению чересполосного владения вызвала издание указа 21 июня 1839 года о полюбовном размежевании и учреждении комиссии посредников. 30 декабря 1853 года был издан закон о судебно-межевом разбирательстве. 29 декабря 1875 года были изданы правила «Об обязательном разверстании и обмене чересполосных земель между владельцами и крестьянами», относящиеся специально к Привислинскому краю.
Наряду с изменениями процессуальными законодатель вносил перемены и в материальное право, с целью уничтожения чересполосицы. Так, например, мена недвижимых имуществ воспрещена по указу сената 1786 года, на основании закона Петра I, но в 1808 году из этого правила допущено исключение для уничтожения чересполосного владения казённых селений с помещичьими, а в 1836 году разрешено помещикам меняться землями для уничтожения чересполосного владения. Заповедные имения должны быть в одном отрубе, а не чересполосно. Чересполосное владение было распространено, главным образом, в губерниях великороссийских и северных. Крупным препятствием к уменьшению чересполосного владения, по замечанию князя Васильчикова, было крепостное право, когда сам помещик сажал крестьян на тягло. С уничтожением крепостного права законодательство о межевании чересполосицы, несмотря на происшедшие крупные изменения в строе нашего поземельного владения, оставалось неизмененным.
К концу XIX века различались чересполосицы:
1. частновладельческих земель
2. крестьянских и частновладельческих
3. крестьянских общинных земель.

Важное значение имеет и другая классификация чересполосных земель, по их хозяйственному значению. Если среди крестьянских наделов находится пашня или луг, раздробленные кусками меньше десятины, то для владельцев они хозяйственного значения не имели и ставили их в тяжелую зависимость друг от друга.
Столыпинская аграрная реформа 1906 года предприняла шаги к уменьшению чересполосицы путём создания хуторов и отрубов. Однако Декрет о земле 1917 года, разделивший помещичьи, удельные и монастырские земли между крестьянами, фактически увеличил чересполосицу, так как крестьяне стремились делить земли справедливо с учётом их качества. Окончательное уничтожение чересполосицы вместе с правом владения произошло в результате коллективизации.

## Норвегия
В норвежском древнем праве Åsetesrett предусмотрены принципы наследования, которые воспрещали владельцам наследовать старшим детям менее 1/2 земли. Исключения составляли земли размеры которых позволяли делить такую землю между всеми детьми, а не только старшими.